# Ski de fond aux Jeux olympiques de 1948
Pour des articles plus généraux, voir Ski de fond aux Jeux olympiques et Jeux olympiques d'hiver de 1948.
Navigation
Garmisch-Partenkirchen 1936 Oslo 1952
Les épreuves de ski de fond aux Jeux olympiques d'hiver de 1948 se sont déroulées le 31 janvier, le 3 février et le 6 février 1948 à Saint-Moritz, en Suisse. Il y a eu trois épreuves masculines : le 18 km, le 50 km et le 4 × 10 km.

## Podium
| Épreuves         | Or                                                              | Argent                                                               | Bronze                                                     |
| 18 km            | Martin Lundström (SWE)                                          | Nils Östensson (SWE)                                                 | Gunnar Eriksson (SWE)                                      |
| 50 km            | Nils Karlsson (SWE)                                             | Harald Eriksson (SWE)                                                | Benjamin Vanninen (FIN)                                    |
| Relais 4 × 10 km | Suède Nils Östensson Nils Täpp Gunnar Eriksson Martin Lundström | Finlande Lauri Silvennoinen Teuvo Laukkanen Sauli Rytky August Kiuru | Norvège Erling Evensen Olav Økern Reidar Nyborg Olav Hagen |

## Médailles
| Rang | Nations  |   |   |   | Total |
| ---- | -------- | - | - | - | ----- |
| 1er  | Suède    | 3 | 2 | 1 | 6     |
| 2e   | Finlande | 0 | 1 | 1 | 2     |
| 3e   | Norvège  | 0 | 0 | 1 | 1     |